# Rivalité entre l'Argentine et l'Uruguay en football
Cet article présente les confrontations entre l'Argentine et l'Uruguay. Les deux nations se sont notamment rencontrées lors de la finale des JO de 1928 et lors de la finale de la première Coupe du monde de football en 1930.
La première rencontre entre les deux équipes eut lieu le 16 mai 1901. C'est le premier match international joué hors du Royaume-Uni et le premier match international joué en Amérique du Sud. Les deux équipes jouèrent ainsi le premier match de leur histoire et l'Argentine s'imposa trois buts à deux à Montevideo. Les deux équipes se retrouvèrent l'année suivante, le 20 juillet 1902. L'Argentine s'imposa 6-0 à Montevideo. À ce jour, c'est la plus grosse défaite de l'Uruguay de toute son histoire. Le 13 septembre 1903, ce fut le troisième match entre les deux équipes, et le premier en Argentine. L'Uruguay s'imposa trois buts à deux remportant la première victoire de son histoire. L'équipe d'Uruguay était composée pour l'occasion de onze joueurs du Club Nacional de Football.
Les deux équipes s'affrontent ensuite régulièrement à l'occasion de nombreux trophées mis en jeu entre les deux pays. Les plus importants étaient la Copa Lipton et la Copa Newton. La Copa Lipton fut créé en 1905 et fut jouée à 29 reprises entre 1905 et 1992. La Copa Newton fut créé en 1906 et eut lieu 27 fois entre 1906 et 1976. Ces compétitions furent parfois jouées le même jour : le 15 août 1916 et le 25 mai 1924. Cela est également arrivé lors d'une autre occasion : à la suite d'un séisme ayant ravagé l'Argentine, deux matchs de charité furent joués le 16 juin 1929,. En 1976, la Copa Lipton et la Copa Newton furent attribuées à travers les matchs joués lors de la Copa del Atlántico. Il existait également d'autres trophées dont certains ne furent joués qu'en une seule occasion comme la Copa Confraternidad Rioplatense en 1924.
Certains matchs furent joués sous des fédérations dissidentes des deux fédérations officielles qui sont l'Asociación del Fútbol Argentino et l'Asociación Uruguayana de Fútbol. Les fédérations dissidentes furent en Argentine la Federación Argentina de Football (14/06/1912 - 23/12/1914), l'Asociación Amateurs de Football (22/09/1919 - 28/11/1926), la Liga Argentina de Football (18/05/1931 - 03/11/1934). En Uruguay ce fut la Federación Uruguaya de Foot-Ball de novembre 1922 à 1926.

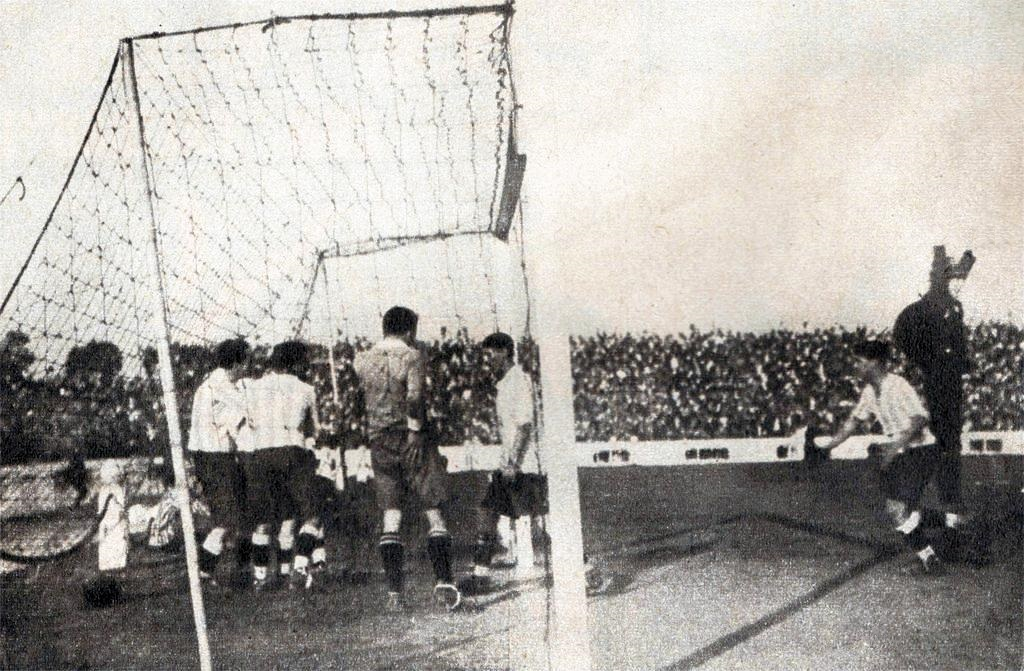
Les deux équipes le 2 octobre 1924.
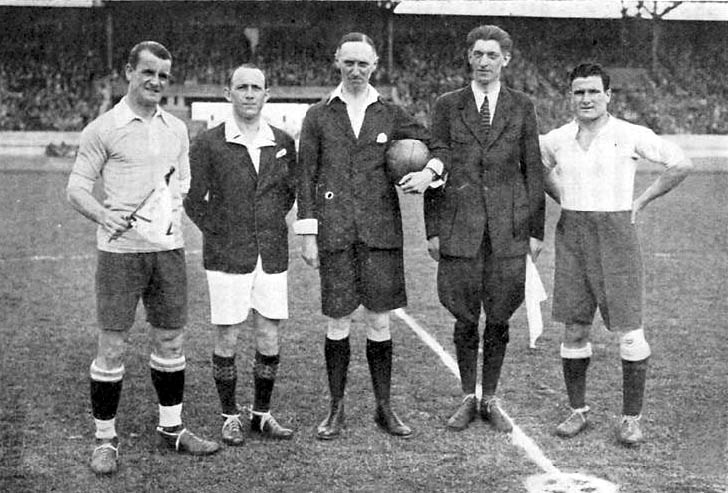
Les deux équipes avant la finale des JO de 1928.

## Résultats
Confrontations entre l'Argentine et l'Uruguay en matchs officiels.
|     | Date               | Lieu           | Match               | Score               | Compétition                                                                |
| --- | ------------------ | -------------- | ------------------- | ------------------- | -------------------------------------------------------------------------- |
| 1   | 16 mai 1901        | Montevideo     | Uruguay - Argentine | 2-3                 | Amical                                                                     |
| 2   | 20 juillet 1902    | Montevideo     | Uruguay - Argentine | 0-6                 | Amical                                                                     |
| 3   | 13 septembre 1903  | Buenos Aires   | Argentine - Uruguay | 2-3                 | Amical                                                                     |
| 4   | 15 août 1905       | Buenos Aires   | Argentine - Uruguay | 0-0 a.p             | Copa Lipton                                                                |
| 5   | 15 août 1906       | Montevideo     | Uruguay - Argentine | 0-2                 | Copa Lipton                                                                |
| 6   | 21 octobre 1906    | Buenos Aires   | Argentine - Uruguay | 2-1                 | Copa Newton                                                                |
| 7   | 15 août 1907       | Buenos Aires   | Argentine - Uruguay | 2-1                 | Copa Lipton                                                                |
| 8   | 6 octobre 1907     | Montevideo     | Uruguay - Argentine | 1-2                 | Copa Newton                                                                |
| 9   | 15 août 1908       | Montevideo     | Uruguay - Argentine | 2-2                 | Copa Lipton                                                                |
| 10  | 13 septembre 1908  | Buenos Aires   | Argentine - Uruguay | 2-1                 | Copa Newton                                                                |
| 11  | 4 octobre 1908     | Buenos Aires   | Argentine - Uruguay | 0-1                 | Copa Premio Honor Argentino                                                |
| 12  | 15 août 1909       | Buenos Aires   | Argentine - Uruguay | 2-1                 | Copa Lipton                                                                |
| 13  | 9 septembre 1909   | Montevideo     | Uruguay - Argentine | 2-2                 | Copa Newton                                                                |
| 14  | 10 octobre 1909    | Buenos Aires   | Argentine - Uruguay | 3-1                 | Copa Premio Honor Argentino                                                |
| 15  | 16 juin 1910       | Buenos Aires   | Argentine - Uruguay | 4-1                 | Copa Centenario Revolución de Mayo                                         |
| 16  | 15 août 1910       | Montevideo     | Uruguay - Argentine | 3-1                 | Copa Lipton                                                                |
| 17  | 13 novembre 1910   | Buenos Aires   | Argentine - Uruguay | 1-1 a.p             | Copa Premio Honor Argentino                                                |
| 18  | 27 novembre 1910   | Buenos Aires   | Argentine - Uruguay | 2-6                 | Copa Premio Honor Argentino                                                |
| 19  | 15 août 1911       | Buenos Aires   | Argentine - Uruguay | 0-2                 | Copa Lipton                                                                |
| 20  | 17 septembre 1911  | Montevideo     | Uruguay - Argentine | 2-3                 | Copa Newton                                                                |
| 21  | 8 octobre 1911     | Montevideo     | Uruguay - Argentine | 1-1 a.p             | Copa Premio Honor Uruguayo                                                 |
| 22  | 22 octobre 1911    | Buenos Aires   | Argentine - Uruguay | 2-0                 | Copa Premio Honor Argentino                                                |
| 23  | 17 septembre 1911  | Montevideo     | Uruguay - Argentine | 2-3                 | Copa Newton                                                                |
| 24  | 29 octobre 1911    | Montevideo     | Uruguay - Argentine | 3-0                 | Copa Premio Honor Uruguayo                                                 |
| 25  | 15 août 1912       | Montevideo     | Uruguay - Argentine | 2-0                 | Copa Lipton                                                                |
| 26  | 25 août 1912       | Montevideo     | Uruguay - Argentine | 3-0                 | Copa Premio Honor Uruguayo                                                 |
| 27  | 22 septembre 1912  | Buenos Aires   | Argentine - Uruguay | 0-1                 | Copa Premio Honor Argentino                                                |
| 28  | 6 octobre 1912     | Avellaneda     | Argentine - Uruguay | 3-3                 | Copa Newton                                                                |
| 29  | 1er décembre 1912  | Montevideo     | Uruguay - Argentine | 1-3 a.p             | Copa Montevideo                                                            |
| 30  | 15 juin 1913       | Avellaneda     | Argentine - Uruguay | 1-1 a.p             | Copa Presidente Roque Sáenz Peña                                           |
| 31  | 9 juillet 1913     | Avellaneda     | Argentine - Uruguay | 2-1                 | Copa Presidente Roque Sáenz Peña                                           |
| 32  | 15 août 1913       | Avellaneda     | Argentine - Uruguay | 4-0                 | Copa Lipton                                                                |
| 33  | 31 août 1913       | Buenos Aires   | Argentine - Uruguay | 2-0                 | Copa Premio Honor Argentino                                                |
| 34  | 5 octobre 1913     | Montevideo     | Uruguay - Argentine | 1-0                 | Copa Premio Honor Uruguayo                                                 |
| 35  | 26 octobre 1913    | Montevideo     | Uruguay - Argentine | 1-0                 | Copa Newton                                                                |
| 36  | 30 août 1914       | Montevideo     | Uruguay - Argentine | 3-2                 | Copa Premio Honor Uruguayo                                                 |
| 37  | 13 septembre 1914  | Buenos Aires   | Argentine - Uruguay | 2-1                 | Copa Premio Honor Argentino                                                |
| 38  | 18 juillet 1915    | Montevideo     | Uruguay - Argentine | 2-3                 | Copa Premio Honor Uruguayo                                                 |
| 39  | 15 août 1915       | Buenos Aires   | Argentine - Uruguay | 2-1                 | Copa Lipton                                                                |
| 40  | 12 septembre 1915  | Montevideo     | Uruguay - Argentine | 2-0                 | Copa Newton                                                                |
| 41  | 17 juillet 1916    | Buenos Aires   | Argentine - Uruguay | 0-0                 | Championnat sud-américain de football de 1916                              |
| 42  | 15 août 1916       | Montevideo     | Uruguay - Argentine | 1-2                 | Copa Lipton                                                                |
| 43  | 15 août 1916       | Avellaneda     | Argentine - Uruguay | 3-1                 | Copa Newton                                                                |
| 44  | 1er octobre 1916   | Avellaneda     | Argentine - Uruguay | 7-2                 | Copa Círculo de la Prensa                                                  |
| 45  | 1er octobre 1916   | Montevideo     | Uruguay - Argentine | 0-1                 | Copa Premio Honor Uruguayo                                                 |
| 46  | 29 octobre 1916    | Montevideo     | Uruguay - Argentine | 3-1                 | Copa Círculo de la Prensa                                                  |
| 47  | 18 juillet 1917    | Montevideo     | Uruguay - Argentine | 0-2                 | Copa Premio Honor Uruguayo                                                 |
| 48  | 15 août 1917       | Avellaneda     | Argentine - Uruguay | 1-0                 | Copa Lipton                                                                |
| 49  | 2 septembre 1917   | Montevideo     | Uruguay - Argentine | 1-0                 | Copa Newton                                                                |
| 50  | 14 octobre 1917    | Montevideo     | Uruguay - Argentine | 1-0                 | Championnat sud-américain de football de 1917                              |
| 51  | 18 juillet 1918    | Montevideo     | Uruguay - Argentine | 1-1 a.p             | Copa Premio Honor Uruguayo                                                 |
| 52  | 28 juillet 1918    | Montevideo     | Uruguay - Argentine | 3-1                 | Copa Premio Honor Uruguayo                                                 |
| 53  | 15 août 1918       | Buenos Aires   | Argentine - Uruguay | 0-0 a.p             | Copa Premio Honor Argentino                                                |
| 54  | 25 août 1918       | Buenos Aires   | Argentine - Uruguay | 2-1                 | Copa Premio Honor Argentino                                                |
| 55  | 20 septembre 1918  | Montevideo     | Uruguay - Argentine | 1-1                 | Copa Lipton                                                                |
| 56  | 29 septembre 1918  | Buenos Aires   | Argentine - Uruguay | 2-0                 | Copa Newton                                                                |
| 57  | 13 mai 1919        | Rio de Janeiro | Uruguay - Argentine | 3-2                 | Championnat sud-américain de football de 1919                              |
| 58  | 18 juillet 1919    | Montevideo     | Uruguay - Argentine | 4-1                 | Copa Premio Honor Uruguayo                                                 |
| 59  | 24 août 1919       | Montevideo     | Uruguay - Argentine | 2-1                 | Copa Newton                                                                |
| 60  | 7 septembre 1919   | Buenos Aires   | Argentine - Uruguay | 1-2                 | Copa Lipton                                                                |
| 61  | 19 octobre 1919    | Buenos Aires   | Argentine - Uruguay | 6-1                 | Copa Premio Honor Argentino                                                |
| 62  | 7 décembre 1919    | Montevideo     | Uruguay - Argentine | 4-2                 | Copa Círculo de la Prensa                                                  |
| 63  | 18 juillet 1920    | Montevideo     | Uruguay - Argentine | 2-0                 | Copa Premio Honor Uruguayo                                                 |
| 64  | 25 juillet 1920    | Buenos Aires   | Argentine - Uruguay | 1-3                 | Copa Newton                                                                |
| 65  | 8 août 1920        | Buenos Aires   | Argentine - Uruguay | 1-0                 | Copa Premio Honor Argentino                                                |
| 66  | 12 septembre 1920  | Viña del Mar   | Argentine - Uruguay | 1-1                 | Championnat sud-américain de football de 1920                              |
| 67  | 30 octobre 1921    | Buenos Aires   | Argentine - Uruguay | 1-0                 | Championnat sud-américain de football de 1921                              |
| 68  | 8 octobre 1922     | Rio de Janeiro | Uruguay - Argentine | 1-0                 | Championnat sud-américain de football de 1922                              |
| 69  | 12 novembre 1922   | Montevideo     | Uruguay - Argentine | 1-0                 | Copa Lipton                                                                |
| 70  | 10 décembre 1922   | Montevideo     | Uruguay - Argentine | 1-0                 | Copa Premio Honor Uruguayo                                                 |
| 71  | 17 décembre 1922   | Buenos Aires   | Argentine - Uruguay | 2-2                 | Copa Newton                                                                |
| 72  | 24 juin 1923       | Buenos Aires   | Argentine - Uruguay | 0-0                 | Copa Lipton                                                                |
| 73  | 15 juillet 1923    | Buenos Aires   | Argentine - Uruguay | 2-2                 | Copa Ministro de Relaciones Exteriores                                     |
| 74  | 22 juillet 1923    | Montevideo     | Uruguay - Argentine | 2-2                 | Copa Premio Honor Uruguayo                                                 |
| 75  | 30 septembre 1923  | Montevideo     | Uruguay - Argentine | 0-2                 | Copa Premio Honor Uruguayo                                                 |
| 76  | 2 décembre 1923    | Montevideo     | Uruguay - Argentine | 2-0                 | Championnat sud-américain de football de 1923                              |
| 77  | 8 décembre 1923    | Avellaneda     | Argentine - Uruguay | 2-3                 | Copa Ministro de Relaciones Exteriores                                     |
| 78  | 25 mai 1924        | Montevideo     | Uruguay - Argentine | 2-0                 | Copa Lipton                                                                |
| 79  | 25 mai 1924        | Buenos Aires   | Argentine - Uruguay | 4-0                 | Copa Newton                                                                |
| 80  | 10 août 1924       | Buenos Aires   | Argentine - Uruguay | 0-0                 | Copa Ministro de Relaciones Exteriores                                     |
| 81  | 31 août 1924       | Montevideo     | Uruguay - Argentine | 2-3                 | Copa Premio Honor Uruguayo                                                 |
| 82  | 21 septembre 1924  | Montevideo     | Uruguay - Argentine | 1-1                 | Amical                                                                     |
| 83  | 28 septembre 1924  | Buenos Aires   | Argentine - Uruguay | 0-0                 | Amical                                                                     |
| 84  | 2 octobre 1924     | Buenos Aires   | Argentine - Uruguay | 2-1                 | Amical                                                                     |
| 85  | 2 novembre 1924    | Montevideo     | Uruguay - Argentine | 0-0                 | Championnat sud-américain de football de 1924                              |
| 86  | 16 novembre 1924   | Montevideo     | Uruguay - Argentine | 1-0                 | Copa Confraternidad Rioplatense                                            |
| 87  | 24 octobre 1926    | Santiago       | Argentine - Uruguay | 0-2                 | Championnat sud-américain de football de 1926                              |
| 88  | 14 juillet 1927    | Montevideo     | Uruguay - Argentine | 0-1                 | Copa Newton                                                                |
| 89  | 30 août 1927       | Buenos Aires   | Argentine - Uruguay | 0-1                 | Copa Lipton                                                                |
| 90  | 20 novembre 1927   | Lima           | Argentine - Uruguay | 3-2                 | Championnat sud-américain de football de 1927                              |
| 91  | 10 juin 1928       | Amsterdam      | Uruguay - Argentine | 1-1 ap              | Finale des JO 1928                                                         |
| 92  | 13 juin 1928       | Amsterdam      | Uruguay - Argentine | 2-1                 | Finale des JO 1928 (rejouée)                                               |
| 93  | 30 août 1928       | Avellaneda     | Argentine - Uruguay | 1-0                 | Copa Newton                                                                |
| 94  | 21 septembre 1928  | Montevideo     | Uruguay - Argentine | 2-2                 | Copa Lipton                                                                |
| 95  | 16 juin 1929       | Buenos Aires   | Argentine - Uruguay | 2-0                 | Copa Cámara de Diputados Argentina                                         |
| 96  | 16 juin 1929       | Montevideo     | Uruguay - Argentine | 1-1                 | Copa Centro Automovilístico Uruguayo                                       |
| 97  | 28 septembre 1929  | Buenos Aires   | Argentine - Uruguay | 0-0                 | Copa Lipton                                                                |
| 98  | 30 septembre 1929  | Montevideo     | Uruguay - Argentine | 2-1                 | Copa Newton                                                                |
| 99  | 17 novembre 1929   | Buenos Aires   | Argentine - Uruguay | 2-0                 | Championnat sud-américain de football de 1929                              |
| 100 | 25 mai 1930        | Buenos Aires   | Argentine - Uruguay | 1-1                 | Copa Newton                                                                |
| 101 | 30 juillet 1930    | Montevideo     | Uruguay - Argentine | 4-2                 | Coupe du monde 1930 (finale)                                               |
| 102 | 15 mai 1932        | Buenos Aires   | Argentine - Uruguay | 2-0                 | C. Com. Olimp.                                                             |
| 103 | 18 mai 1932        | Montevideo     | Uruguay - Argentine | 1-0                 | C. Com. Olimp                                                              |
| 104 | 21 janvier 1933    | Montevideo     | Uruguay - Argentine | 2-1                 | Amical                                                                     |
| 105 | 5 février 1933     | Avellaneda     | Argentine - Uruguay | 4-1                 | Amical                                                                     |
| 106 | 14 décembre 1933   | Montevideo     | Uruguay - Argentine | 0-1                 | Amical                                                                     |
| 107 | 18 juillet 1934    | Montevideo     | Uruguay - Argentine | 2-2                 | Amical                                                                     |
| 108 | 15 août 1934       | Avellaneda     | Argentine - Uruguay | 1-0                 | Amical                                                                     |
| 109 | 27 janvier 1935    | Lima           | Uruguay - Argentine | 3-0                 | Championnat sud-américain de football de 1935                              |
| 110 | 18 juillet 1935    | Montevideo     | Uruguay - Argentine | 1-1                 | Copa Héctor Gómez                                                          |
| 111 | 15 août 1935       | Buenos Aires   | Argentine - Uruguay | 3-0                 | Copa Juan Mignaburu                                                        |
| 112 | 9 août 1936        | Buenos Aires   | Argentine - Uruguay | 1-0                 | Copa Juan Mignaburu                                                        |
| 113 | 20 septembre 1936  | Montevideo     | Uruguay - Argentine | 2-1                 | Copa Héctor Gómez                                                          |
| 114 | 23 janvier 1937    | Buenos Aires   | Argentine - Uruguay | 2-3                 | Championnat sud-américain de football de 1937                              |
| 115 | 10 octobre 1937    | Montevideo     | Uruguay - Argentine | 0-3                 | Copa Newton                                                                |
| 116 | 11 novembre 1937   | Buenos Aires   | Argentine - Uruguay | 5-1                 | Copa Lipton                                                                |
| 117 | 18 juin 1938       | Buenos Aires   | Argentine - Uruguay | 1-0                 | Copa Juan Mignaburu                                                        |
| 118 | 12 octobre 1938    | Montevideo     | Uruguay - Argentine | 2-3                 | Copa Héctor Gómez                                                          |
| 119 | 18 juillet 1940    | Montevideo     | Uruguay - Argentine | 3-0                 | Copa Héctor Gómez                                                          |
| 120 | 15 août 1940       | Buenos Aires   | Argentine - Uruguay | 5-0                 | Copa Juan Mignaburu                                                        |
| 121 | 23 février 1941    | Santiago       | Argentine - Uruguay | 1-0                 | Championnat sud-américain de football de 1941                              |
| 122 | 7 février 1942     | Montevideo     | Uruguay - Argentine | 1-0                 | Championnat sud-américain de football de 1942                              |
| 123 | 25 mai 1942        | Buenos Aires   | Argentine - Uruguay | 4-1                 | Copa Newton                                                                |
| 124 | 25 août 1942       | Montevideo     | Uruguay - Argentine | 1-1                 | Copa Lipton                                                                |
| 125 | 28 mars 1943       | Buenos Aires   | Argentine - Uruguay | 3-3                 | Copa Juan Mignaburu                                                        |
| 126 | 4 avril 1943       | Montevideo     | Uruguay - Argentine | 0-1                 | Copa Héctor Gómez                                                          |
| 127 | 25 février 1945    | Santiago       | Argentine - Uruguay | 1-0                 | Championnat sud-américain de football de 1945                              |
| 128 | 15 août 1945       | Buenos Aires   | Argentine - Uruguay | 6-2                 | Copa Newton                                                                |
| 129 | 18 août 1945       | Montevideo     | Uruguay - Argentine | 2-2                 | Copa Lipton                                                                |
| 130 | 2 février 1946     | Buenos Aires   | Argentine - Uruguay | 3-1                 | Championnat sud-américain de football de 1946                              |
| 131 | 28 décembre 1947   | Guayaquil      | Argentine - Uruguay | 3-1                 | Championnat sud-américain de football de 1947                              |
| 132 | 27 mars 1955       | Santiago       | Argentine - Uruguay | 6-1                 | Championnat sud-américain de football de 1955                              |
| 133 | 15 février 1956    | Montevideo     | Uruguay - Argentine | 1-0                 | Championnat sud-américain de football de 1956                              |
| 134 | 1er juillet 1956   | Montevideo     | Uruguay - Argentine | 2-1                 | Copa del Atlántico                                                         |
| 135 | 10 octobre 1956    | Paysandú       | Uruguay - Argentine | 1-2                 | Amical                                                                     |
| 136 | 14 novembre 1956   | Buenos Aires   | Argentine - Uruguay | 2-2                 | Amical                                                                     |
| 137 | 20 mars 1957       | Lima           | Argentine - Uruguay | 4-0                 | Championnat sud-américain de football de 1957                              |
| 138 | 23 mai 1957        | Montevideo     | Uruguay - Argentine | 0-0                 | Copa Newton                                                                |
| 139 | 5 juin 1957        | Buenos Aires   | Argentine - Uruguay | 1-1                 | Copa Lipton                                                                |
| 140 | 6 avril 1958       | Montevideo     | Uruguay - Argentine | 1-0                 | Amical                                                                     |
| 141 | 30 avril 1958      | Buenos Aires   | Argentine - Uruguay | 2-0                 | Amical                                                                     |
| 142 | 30 mars 1959       | Buenos Aires   | Argentine - Uruguay | 4-1                 | Championnat sud-américain de football de 1959 (Argentine)                  |
| 143 | 16 décembre 1959   | Guayaquil      | Uruguay - Argentine | 5-0                 | Championnat sud-américain de football de 1959 (Équateur)                   |
| 144 | 17 août 1960       | Buenos Aires   | Argentine - Uruguay | 4-0                 | Copa del Atlántico                                                         |
| 145 | 13 mars 1962       | Montevideo     | Uruguay - Argentine | 1-1                 | Amical                                                                     |
| 146 | 15 août 1962       | Buenos Aires   | Argentine - Uruguay | 3-1                 | Copa Lipton                                                                |
| 147 | 2 février 1967     | Montevideo     | Uruguay - Argentine | 1-0                 | Championnat sud-américain de football de 1967                              |
| 148 | 5 juin 1968        | Buenos Aires   | Argentine - Uruguay | 2-0                 | Copa Lipton                                                                |
| 149 | 20 juin 1968       | Montevideo     | Uruguay - Argentine | 2-1                 | Copa Newton                                                                |
| 150 | 8 avril 1970       | Buenos Aires   | Argentine - Uruguay | 2-1                 | Amical                                                                     |
| 151 | 15 avril 1970      | Montevideo     | Uruguay - Argentine | 2-1                 | Amical                                                                     |
| 152 | 14 juillet 1971    | Buenos Aires   | Argentine - Uruguay | 1-0                 | Amical                                                                     |
| 153 | 18 juillet 1971    | Montevideo     | Uruguay - Argentine | 1-1                 | Amical                                                                     |
| 154 | 6 juillet 1972     | Porto Alegre   | Argentine - Uruguay | 1-0                 | Coupe de l'indépendance                                                    |
| 155 | 17 mai 1973        | Buenos Aires   | Argentine - Uruguay | 1-1                 | Copa Lipton                                                                |
| 156 | 23 mai 1973        | Montevideo     | Uruguay - Argentine | 1-1                 | Copa Newton                                                                |
| 157 | 18 juillet 1975    | Montevideo     | Uruguay - Argentine | 2-3                 | Copa Newton                                                                |
| 158 | 8 avril 1976       | Buenos Aires   | Argentine - Uruguay | 4-1                 | Copa Lipton & Copa del Atlántico                                           |
| 159 | 9 juin 1976        | Montevideo     | Uruguay - Argentine | 0-3                 | Copa Newton & Copa del Atlántico                                           |
| 160 | 25 avril 1978      | Montevideo     | Uruguay - Argentine | 2-0                 | Amical                                                                     |
| 161 | 3 mai 1978         | Buenos Aires   | Argentine - Uruguay | 3-0                 | Amical                                                                     |
| 162 | 18 juillet 1984    | Montevideo     | Uruguay - Argentine | 1-0                 | Amical                                                                     |
| 163 | 2 août 1984        | Buenos Aires   | Argentine - Uruguay | 0-0                 | Amical                                                                     |
| 164 | 16 juin 1986       | Puebla         | Argentine - Uruguay | 1-0                 | Coupe du monde 1986 (1/8 finale)                                           |
| 165 | 9 juillet 1987     | Buenos Aires   | Argentine - Uruguay | 0-1                 | Copa América 1987                                                          |
| 166 | 8 juillet 1989     | Goiânia        | Argentine - Uruguay | 1-0                 | Copa América 1989                                                          |
| 167 | 14 juillet 1989    | Rio de Janeiro | Uruguay - Argentine | 2-0                 | Copa América 1989                                                          |
| 168 | 23 septembre 1992  | Montevideo     | Uruguay - Argentine | 0-0                 | Copa Lipton                                                                |
| 169 | 12 janvier 1997    | Montevideo     | Uruguay - Argentine | 0-0                 | Qualification pour la Coupe du monde 1998 : zone Amérique du Sud           |
| 170 | 12 octobre 1997    | Buenos Aires   | Argentine - Uruguay | 0-0                 | Qualification pour la Coupe du monde 1998 : zone Amérique du Sud           |
| 171 | 7 juillet 1999     | Luque          | Uruguay - Argentine | 0-2                 | Copa América 1999                                                          |
| 172 | 8 octobre 2000     | Buenos Aires   | Argentine - Uruguay | 2-1                 | Qualification pour la Coupe du monde 2002 : zone Amérique du Sud           |
| 173 | 14 novembre 2001   | Montevideo     | Uruguay - Argentine | 1-1                 | Qualification pour la Coupe du monde 2002 : zone Amérique du Sud           |
| 174 | 11 juin 2003       | La Plata       | Argentine - Uruguay | 2-2                 | Amical                                                                     |
| 175 | 20 août 2003       | Florence       | Argentine - Uruguay | 3-2                 | Amical                                                                     |
| 176 | 13 juillet 2004    | Piura          | Argentine - Uruguay | 4-2                 | Copa América 2004                                                          |
| 177 | 9 octobre 2004     | Buenos Aires   | Argentine - Uruguay | 4-2                 | Qualification pour la Coupe du monde 2006 : zone Amérique du Sud           |
| 178 | 12 octobre 2005    | Montevideo     | Uruguay - Argentine | 1-0                 | Qualification pour la Coupe du monde 2006 : zone Amérique du Sud           |
| 179 | 11 octobre 2008    | Buenos Aires   | Argentine - Uruguay | 2-1                 | Éliminatoires de la Coupe du monde de football 2010 : zone Amérique du Sud |
| 180 | 14 octobre 2009    | Montevideo     | Uruguay - Argentine | 0-1                 | Éliminatoires de la Coupe du monde de football 2010 : zone Amérique du Sud |
| 181 | 16 juillet 2011    | Santa Fe       | Argentine - Uruguay | 1-1 a.p (4-5 t.a.b) | Copa América 2011 (quart de finale)                                        |
| 182 | 12 octobre 2012    | Mendoza        | Argentine - Uruguay | 3-0                 | Éliminatoires de la Coupe du monde de football 2014 : zone Amérique du Sud |
| 183 | 15 octobre 2013    | Montevideo     | Uruguay - Argentine | 3-2                 | Éliminatoires de la Coupe du monde de football 2014 : zone Amérique du Sud |
| 184 | 16 juin 2015       | La Serena      | Argentine - Uruguay | 1-0                 | Copa América 2015 (gr. B)                                                  |
| 185 | 1er septembre 2016 | Mendoza        | Argentine - Uruguay | 1-0                 | Éliminatoires de la Coupe du monde de football 2018 : zone Amérique du Sud |
| 186 | 31 août 2017       | Montevideo     | Uruguay - Argentine | 0-0                 | Éliminatoires de la Coupe du monde de football 2018 : zone Amérique du Sud |
| 187 | 19 juin 2021       | Brasília       | Argentine - Uruguay | 1-0                 | Copa América 2021                                                          |
| 188 | 10 octobre 2021    | Buenos Aires   | Argentine - Uruguay | 3-0                 | Éliminatoires de la Coupe du monde de football 2022 : zone Amérique du Sud |
| 189 | 12 novembre 2021   | Montevideo     | Uruguay - Argentine | 0-1                 | Éliminatoires de la Coupe du monde de football 2022 : zone Amérique du Sud |
| 190 | 17 Novembre 2023   | Buenos Aires   | Argentine - Uruguay | 0-2                 | Éliminatoire de la coupe du monde de football 2026                         |
| 191 | 20 Mars 2025       | Montevideo     | Uruguay - Argentine | 0-1                 | Éliminatoire de la coupe du monde de football 2026                         |

### Le premier match
| 16 mai 1901 | Uruguay                                 | 2–3 | Argentine                                                            | Campo de Deportes del Albion, Montevideo               |                                                        |
|             | Bolívar Céspedes ? · William L. Poole ? |     | Guillermo Leslie ? · Charles Edgard Dickinson ? · John O. Anderson ? | Spectateurs : Non connue Arbitrage : Horace W. Botting | Spectateurs : Non connue Arbitrage : Horace W. Botting |

Uruguay : E. Sardeson (Albion); C.B. Poole (cap.) (Albion), E. Cardenal (Albion), J. López (Albion), F.A. Cutler (Albion), M. Ortíz Garzón (Nacional), J. Sardeson (Albion), J.A. Morton (Albion), W.L. Poole (Albion), A.F. Lodge (Albion) et Bolívar Céspedes (Nacional).
Argentine : R.W. Rudd (Lomas), W. Leslie (Quilmes), A.C. Addecot (Belgrano), A. A. Mack (Alumni), H. Rattcliff (Belgrano), E.L. Duggan (Belgrano), G.E. Leslie (Lomas), J.O. Anderson (cap.) (Lomas), S.U. Leonard (Alumni), Ch.E. Dickinson (Belgrano) et G.N. Dickinson (Belgrano).

### Copa Centenario Revolución de Mayo
Ce tournoi fut le premier d'envergure internationale en Amérique du Sud. Considéré comme l'ancêtre de la Copa América il n'est cependant pas reconnu par la CONMEBOL.

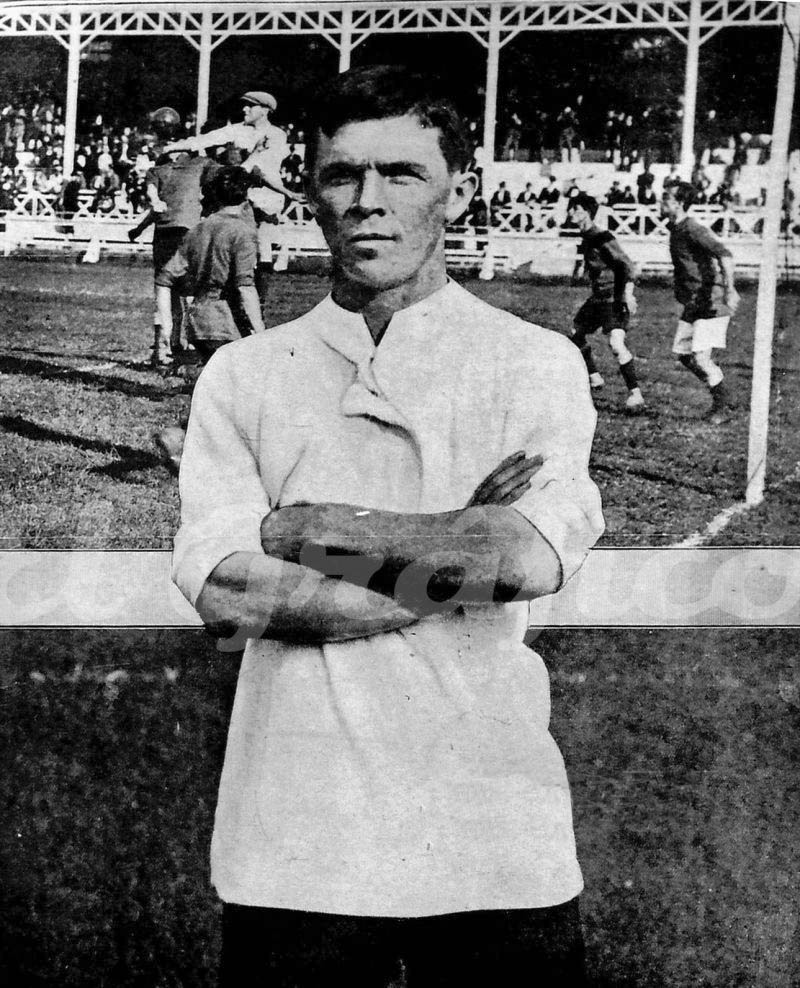
L'Argentin Juan Enrique Hayes, auteur d'un but contre l'Uruguay lors de la Copa Centenario Revolución de Mayo.

| Dimanche 12 juin 1910 | Argentine                                             | 4–1 | Uruguay        | Estadio Gimnasia y Esgrima, Buenos Aires               |                                                        |
|                       | Viale 15e · Hayes 43e · Watson Hutton 50e · Susán 64e |     | Piendibene 58e | Spectateurs : 8 000 Arbitrage : Armando Bergalli (CHI) | Spectateurs : 8 000 Arbitrage : Armando Bergalli (CHI) |
|                       | Report                                                |     |                | Spectateurs : 8 000 Arbitrage : Armando Bergalli (CHI) | Spectateurs : 8 000 Arbitrage : Armando Bergalli (CHI) |

### Jeux olympiques 1928

#### Finale
| 10 juin 1928 | Uruguay     | 1–1 a. p. | Argentine    | Amsterdam                                               |                                                         |
| 13:00        | Petrone 23e |           | Ferreira 50e | Spectateurs : 28 253 Arbitrage : Johannes Mutters (NED) | Spectateurs : 28 253 Arbitrage : Johannes Mutters (NED) |
| 13:00        | Report      |           |              | Spectateurs : 28 253 Arbitrage : Johannes Mutters (NED) | Spectateurs : 28 253 Arbitrage : Johannes Mutters (NED) |

#### Finale rejouée
| 13 juin 1928 | Uruguay                    | 2–1 | Argentine | Amsterdam                                               |                                                         |
| 12:00        | Figueroa 17e · Scarone 73e |     | Monti 28e | Spectateurs : 28 113 Arbitrage : Johannes Mutters (NED) | Spectateurs : 28 113 Arbitrage : Johannes Mutters (NED) |
| 12:00        | Report                     |     |           | Spectateurs : 28 113 Arbitrage : Johannes Mutters (NED) | Spectateurs : 28 113 Arbitrage : Johannes Mutters (NED) |

### Finale Coupe du monde 1930
| 30 juillet 1930                   | Uruguay                                         | 4 – 2   | Argentine                  | Centenario, Montevideo                                               |                                                                      |
| 15:30 · Historique des rencontres | Dorado 12e · Cea 57e · Iriarte 68e · Castro 90e | (1 - 2) | Peucelle 20e · Stábile 37e | Spectateurs : 80 000 · Arbitrage : Jean Langenus · Photos du match · | Spectateurs : 80 000 · Arbitrage : Jean Langenus · Photos du match · |
| 15:30 · Historique des rencontres | (Rapport)                                       |         |                            | Spectateurs : 80 000 · Arbitrage : Jean Langenus · Photos du match · | Spectateurs : 80 000 · Arbitrage : Jean Langenus · Photos du match · |

|  | Titulaires : Enrique Ballestero Ernesto Mascheroni José Nasazzi José Andrade Lorenzo Fernández Pelegrín Gestido Pablo Dorado Héctor Scarone Héctor Castro José Cea Santos Iriarte Entraîneur : Alberto Suppici Adjoint technique : Pedro Arispe | Finale de la Coupe du monde 1930 |  | Titulaires : Juan Botasso José Della Torre Fernando Paternoster Juan Evaristo Luis Monti Pedro Suárez Carlos Peucelle Francisco Varallo Guillermo Stábile Manuel Ferreira Mario Evaristo Entraîneur : Francisco Olazar Adjoint technique : Juan José Tramutola |

La finale de la Coupe du monde de football 1930 se déroule dans le Stade Centenario le 30 juillet 1930. Les portes du stade sont ouvertes à huit heures, soit six heures avant le coup d'envoi. À midi, le stade est plein, il y a officiellement 93 000 spectateurs. Plus de 20 000 Argentins ont fait le déplacement en paquebots pour se rendre à Montevideo.
Le match constitue une revanche pour les Argentins battus par les Uruguayens en 1928 à Amsterdam lors de la finale du tournoi olympique. Pour éviter tout incident, toutes les armes à feu sont confisquées à l'entrée du stade. Les deux équipes demandent à jouer avec leur propre ballon. Il faut tirer au sort celui avec lequel les joueurs vont jouer et le ballon argentin l'emporte.
Bien qu'ils ouvrent le score, à la mi-temps, les Uruguayens sont menés 2-1. Ils reviennent dans la partie après la pause en inscrivant trois buts.
En 2009, Francisco Varallo, est le dernier survivant de la finale.

## Bilan
Au 10 avril 2022 :
- Total de matchs disputés : 189
- Victoires de l'équipe d'Argentine : 91
- Victoires de l'équipe d'Uruguay : 56
- Match nul : 43
- Nombre de buts marqués par l'Argentine : 305
- Nombre de buts marqués par l'Uruguay : 220

## Les records
- Match le plus prolifique : Argentine-Uruguay (01-10-1916) : 7-2.
- Plus large victoire de l'Argentine : Uruguay-Argentine (20-07-1902) : 0-6.
- Plus large victoire de l'Uruguay : Uruguay-Argentine (16-12-1959) : 5-0.